# Большой улов
«Большой улов» (англ. The Big Score) — кинофильм режиссёра Фреда Уильямсона, боевик.

## Сюжет
Фильм о неподкупном полицейском Френке Хуксе. Френк поймал одного из наркоторговцев Голди. Главарь наркомафии Мэйфильд для того, чтобы не распутался весь клубок преступных связей, готов заплатить огромный залог в 100 млн долларов за Голди, что и делает. Но происходит непредвиденное: Голди убегает из полиции вместе с залогом — для него это действительно «большой улов».
Голди исчезает и в дальнейшем погибает. Никто из полицейских не может найти деньги. Главарь наркомафии Мэйфильд не подозревает, что деньги украл Голди, и считает, что это сделал Френк Хукс, и поэтому посылает к Френку и его подруге, певице ночного клуба, парочку гангстеров. Френк пытается урегулировать отношения полиции и бандитов…

## В ролях
- Фред Уильямсон — детектив Френк Хукс
- Нэнси Уилсон — Эджи Фукс
- Джон Сэксон — Дэвис
- Ричард Раундтри — Гордон
- Эд Лаутер — Паркс
- Д'Урвиль Мартин — Изи
- Барбара Боссон — Голден
- Брюс Гловер — Косло
- Джое Спинелл — Мэйфильд
- Джером Лэндфильд — шеф детективов